# Univers officiel de Star Wars

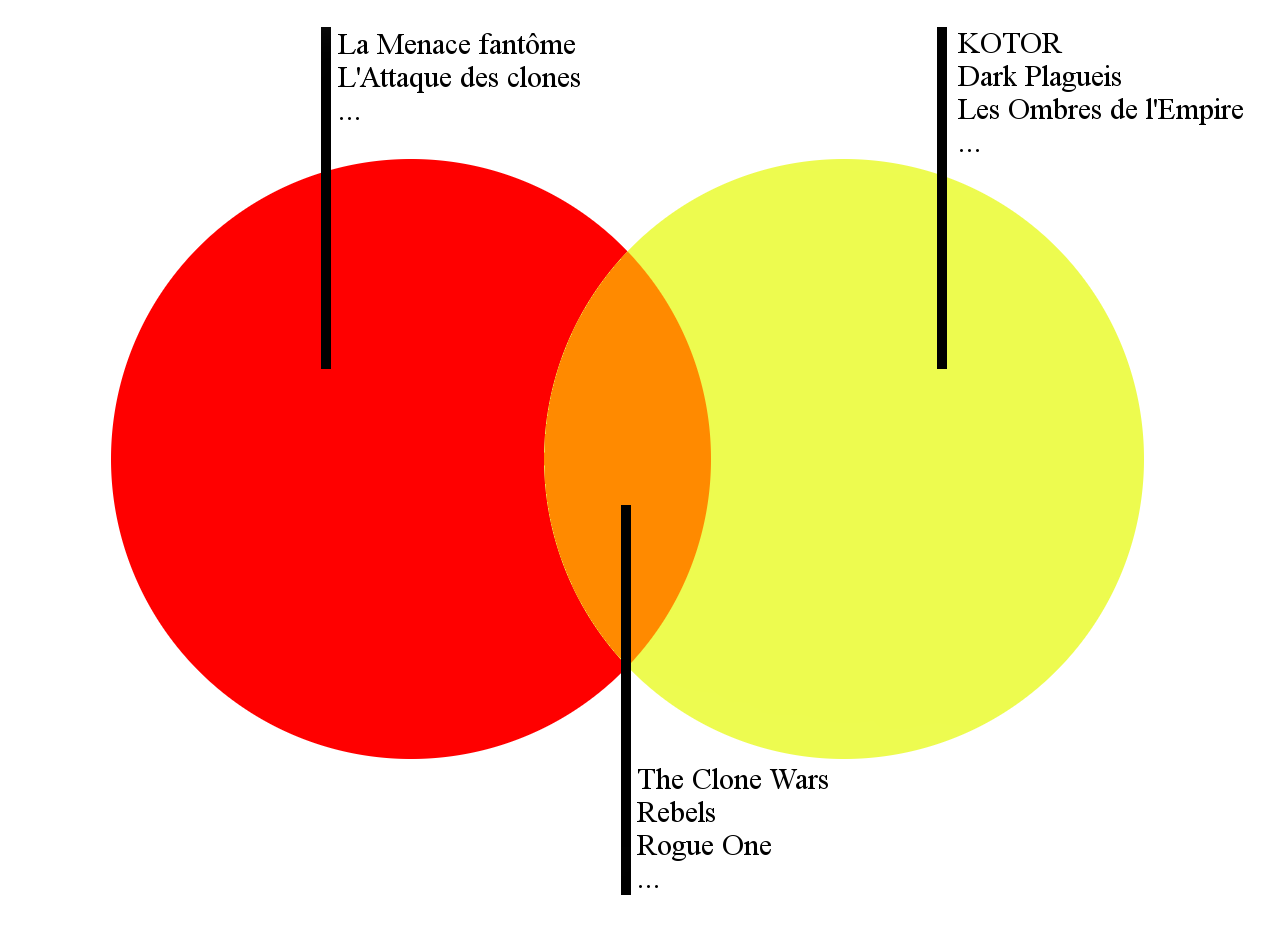
Univers officiel : rouge + orange
Univers étendu : orange + jaune
Univers Légendes : jaune

L'univers officiel de Star Wars rassemble l'ensemble des histoires, lieux et personnages considérés comme officiels par la société propriétaire de la franchise : Lucasfilm. Il est appelé le canon par Lucasfilm.
Depuis les années 1980, un nombre important d’œuvres dérivées ont été produites autour de l'univers de Star Wars, censées se dérouler avant, pendant ou après la trilogie originale (1977-1983) et la prélogie (1999-2005). Cet ensemble a été connu sous le nom d'« univers étendu » pendant plusieurs décennies, et organisé par Lucasfilm qui décidait du degré de canonicité des œuvres. 
En octobre 2012, Disney achète Lucasfilm et annonce une nouvelle trilogie dont l'histoire aura lieu après les événements de l'épisode VI. Afin de clarifier l'univers de la franchise et de s'émanciper des œuvres précédentes, une partie de l'univers étendu est regroupée sous l’appellation « Star Wars Legends » en avril 2014, et est déclarée comme ne faisant plus partie de la saga officielle. Le canon se compose ainsi des neuf films Star Wars, des trois films dérivés, des séries télévisées d'animation The Clone Wars, Rebels, Star Wars Resistance et Forces du destin, de la série The Mandalorian et de la plupart des romans et autres œuvres sur d'autres supports sortis depuis le 25 avril 2014.

## Œuvres faisant partie du canon

### Films
| Année | Titre                                            | Réalisateur      |
| ----- | ------------------------------------------------ | ---------------- |
| 1977  | Star Wars, épisode IV : Un nouvel espoir         | George Lucas     |
| 1980  | Star Wars, épisode V : L'Empire contre-attaque   | Irvin Kershner   |
| 1983  | Star Wars, épisode VI : Le Retour du Jedi        | Richard Marquand |
| 1999  | Star Wars, épisode I : La Menace fantôme         | George Lucas     |
| 2002  | Star Wars, épisode II : L'Attaque des clones     | George Lucas     |
| 2005  | Star Wars, épisode III : La Revanche des Sith    | George Lucas     |
| 2008  | Star Wars: The Clone Wars                        | Dave Filoni      |
| 2015  | Star Wars, épisode VII : Le Réveil de la Force   | J. J. Abrams     |
| 2016  | Rogue One: A Star Wars Story                     | Gareth Edwards   |
| 2017  | Star Wars, épisode VIII : Les Derniers Jedi      | Rian Johnson     |
| 2018  | Solo: A Star Wars Story                          | Ron Howard       |
| 2019  | Star Wars, épisode IX : L'Ascension de Skywalker | J. J. Abrams     |

### Séries télévisées
| Année | Titre                                     | Création                                           |
| ----- | ----------------------------------------- | -------------------------------------------------- |
| 2008  | Star Wars: The Clone Wars                 | George Lucas                                       |
| 2014  | Star Wars Rebels                          | Simon Kinberg, Dave Filoni, Carrie Beck            |
| 2017  | Star Wars : Forces du destin              | Dave Filoni, Brad Rau, Roque Ballesteros, Alan Lau |
| 2018  | Star Wars Resistance                      | Dave Filoni, Carrie Beck, Jennifer Muro            |
| 2019  | The Mandalorian                           | Jon Favreau                                        |
| 2021  | Star Wars: The Bad Batch                  | Dave Filoni                                        |
| 2021  | Le Livre de Boba Fett                     | Jon Favreau                                        |
| 2022  | Obi-Wan Kenobi                            | Hossein Amini, Joby Harold                         |
| 2022  | Andor                                     | Tony Gilroy                                        |
| 2022  | Tales of the Jedi                         | Dave Filoni                                        |
| 2023  | Star Wars : Les Aventures des petits Jedi | Elliot M. Bour (en)                                |
| 2023  | Ahsoka                                    | Jon Favreau et Dave Filoni                         |
| 2024  | The Acolyte                               | Leslye Headland                                    |
| 2024  | Skeleton Crew                             | Daniel Kwan, Daniel Scheinert et David Lowery      |
| 2024  | Tales of the Empire                       | Dave Filoni                                        |
| 2025  | Tales of the Underworld                   | Dave Filoni                                        |

### Web-séries
| Année | Titre                          | Création |
| ----- | ------------------------------ | -------- |
| 2017  | Star Wars : La Pause BB-8      |          |
| 2018  | Star Wars Galaxy of Adventures |          |
| 2019  | Star Wars Roll Out             |          |
| 2021  | Galaxy of Creatures            |          |

### Romans
| Année | Titre                                                            | Auteur(s) |
| ----- | ---------------------------------------------------------------- | --- |
| 1976  | Épisode IV : Un nouvel espoir                                    | George Lucas (Alan Dean Foster) |
| 1976  | Épisode IV : Un nouvel espoir                                    | Ryder Windham |
| 1980  | Épisode V : L'Empire contre-attaque                              | Donald F. Glut |
| 1980  | Épisode V : L'Empire contre-attaque                              | Ryder Windham |
| 1983  | Épisode VI : Le Retour du Jedi                                   | James Kahn |
| 1983  | Épisode VI : Le Retour du Jedi                                   | Ryder Windham |
| 1999  | Épisode I : La Menace fantôme                                    | Terry Brooks |
| 1999  | Épisode I : La Menace fantôme                                    | Patricia C. Wrede |
| 2002  | Épisode II : L'Attaque des clones                                | R. A. Salvatore |
| 2002  | Épisode II : L'Attaque des clones                                | Patricia C. Wrede |
| 2005  | Épisode III : La Revanche des Sith                               | Matthew Stover |
| 2005  | Épisode III : La Revanche des Sith                               | Patricia C. Wrede |
| 2014  | Star Wars Rebels 1 : Les Aventures d'Ezra                        | Ryder Windham |
| 2014  | Star Wars Rebels 2 : L'Étincelle rebelle                         | Michael Kogge |
| 2014  | Une nouvelle aube                                                | John Jackson Miller |
| 2014  | Star Wars Rebels: The Rebellion Begins                           | Michael Kogge |
| 2014  | Tarkin                                                           | James Luceno |
| 2014  | Star Wars Rebels 3 : Le Pouvoir de la Force                      | Michael Kogge |
| 2014  | Star Wars Rebels 4 : Au service de l'Empire                      | Jason Fry |
| 2015  | L'Héritier des Jedi                                              | Kevin Hearne |
| 2015  | Star Wars Rebels 5 : À l'épreuve du danger                       | Michael Kogge |
| 2015  | Star Wars Rebels 6 : Des Rebelles dans les rangs                 | Jason Fry |
| 2015  | Les Seigneurs des Sith                                           | Paul S. Kemp |
| 2015  | Star Wars Rebels 7 : L'Ultime Combat                             | Michael Kogge |
| 2015  | Star Wars Rebels 8 : Justice impériale                           | Jason Fry |
| 2015  | Sombre Apprenti                                                  | Christie Golden |
| 2015  | Riposte 1 : Riposte                                              | Chuck Wendig |
| 2015  | Cible mouvante                                                   | Cecil Castellucci et Jason Fry |
| 2015  | L'Arme du Jedi                                                   | Jason Fry |
| 2015  | La Cavale du contrebandier                                       | Greg Rucka |
| 2015  | Étoiles perdues                                                  | Claudia Gray |
| 2015  | Épisode IV : La Princesse, le Vaurien et le Jeune Fermier        | Alexandra Bracken |
| 2015  | Épisode V : Comme ça, tu veux être un Jedi ?                     | Adam Gidwitz |
| 2015  | Épisode VI : Prends garde au pouvoir du Côté obscur !            | Tom Angleberger |
| 2015  | Star Wars Rebels 9 : L'Académie secrète                          | Jason Fry |
| 2015  | Battlefront 1 : Twilight Company                                 | Alexander Freed |
| 2015  | The Perfect Weapon                                               | Delilah S. Dawson |
| 2015  | Avant le réveil                                                  | Greg Rucka |
| 2016  | Épisode VII : Le Réveil de la Force                              | Alan Dean Foster |
| 2016  | Épisode VII : Le Réveil de la Force                              | Michael Kogge |
| 2016  | The Force Awakens: Rey's Story                                   | Elizabeth Schaefer |
| 2016  | Aventures dans un monde rebelle 1 : La Fuite                     | Cavan Scott |
| 2016  | Aventures dans un monde rebelle 2 : Le Piège                     | Cavan Scott |
| 2016  | Aventures dans un monde rebelle 3 : La Tanière                   | Tom Huddleston |
| 2016  | Star Wars Rebels 10 : Pris au piège                              | Vanessa Rubio-Barreau |
| 2016  | Star Wars Rebels 11 : Un nouvel allié                            | Vanessa Rubio-Barreau |
| 2016  | Liens du sang                                                    | Claudia Gray |
| 2016  | Star Wars Rebels 12 : Le Choix d'Ezra                            | Vanessa Rubio-Barreau |
| 2016  | Star Wars Rebels 13 : Une pilote hors pair                       | Vanessa Rubio-Barreau |
| 2016  | Aventures dans un monde rebelle 4 : Le Vol                       | Cavan Scott |
| 2016  | Aventures dans un monde rebelle 5 : L'Obscurité                  | Tom Huddleston |
| 2016  | Riposte 2 : Dette de vie                                         | Chuck Wendig |
| 2016  | The Force Awakens: Finn's Story                                  | Jesse J. Holland |
| 2016  | Star Wars Rebels 14 : L'Avenir de la Force                       | Vanessa Rubio-Barreau |
| 2016  | Ahsoka                                                           | E. K. Johnston |
| 2016  | Star Wars Rebels 15 : La Quête d'Ezrae                           | Vanessa Rubio-Barreau |
| 2016  | Catalyseur                                                       | James Luceno |
| 2016  | Star Wars Rebels 16 : Retour aux sources                         | Vanessa Rubio-Barreau |
| 2016  | Rogue One: A Star Wars Story                                     | Alexander Freed |
| 2017  | Riposte 3 : Chute de l'Empire                                    | Chuck Wendig |
| 2017  | Aventures dans un monde rebelle 6 : Le Froid                     | Cavan Scott |
| 2017  | Thrawn 1 : Thrawn                                                | Timothy Zahn |
| 2017  | Gardiens des Whills                                              | Greg Rucka |
| 2017  | Soulèvement rebelle                                              | Beth Revis |
| 2017  | Aventures dans un monde rebelle 7 : Le Sauvetage                 | Tom Huddleston |
| 2017  | Battlefront 2 : L'Escouade Inferno                               | Christie Golden |
| 2017  | Phasma                                                           | Delilah S. Dawson |
| 2017  | Leia : Princesse d'Alderaan                                      | Claudia Gray |
| 2017  | Luke Skywalker : Légendes                                        | Ken Liu |
| 2017  | Cobalt Squadron                                                  | Elizabeth E. Wein (en) |
| 2018  | Épisode VIII : Les Derniers Jedi                                 | Jason Fry |
| 2018  | Épisode VIII : Les Derniers Jedi                                 | Michael Kogge |
| 2018  | Baroud d'honneur                                                 | Daniel José Older |
| 2018  | Morts ou vifs                                                    | Rae Carson |
| 2018  | Thrawn 2 : Alliances                                             | Timothy Zahn |
| 2018  | Solo: A Star Wars Story                                          | Mur Lafferty |
| 2018  | Solo: A Star Wars Story                                          | Joe Schreiber |
| 2019  | L'Ombre de la reine                                              | E. K. Johnston |
| 2019  | Maître et Apprenti                                               | Claudia Gray |
| 2019  | L'Escadron Alphabet 1 : L'Escadron Alphabet                      | Alexander Freed |
| 2019  | Thrawn 3 : Trahison                                              | Timothy Zahn |
| 2019  | A Crash of Fate                                                  | Zoraida Córdova |
| 2019  | Myths & Fables                                                   | George Mann |
| 2019  | Black Spire                                                      | Delilah S. Dawson |
| 2019  | Spark of the Resistance                                          | Justina Ireland |
| 2019  | Renaissance                                                      | Rebecca Roanhorse |
| 2019  | Le Collectionneur                                                | Kevin Shinick |
| 2020  | Épisode IX : L'Ascension de Skywalker                            | Rae Carson |
| 2020  | Épisode IX : L'Ascension de Skywalker                            | Michael Kogge |
| 2020  | Le Péril de la reine                                             | E. K. Johnston |
| 2020  | L'Escadron Alphabet 2 : Où l'ombre s'abat                        | Alexander Freed |
| 2020  | Dark Legends                                                     | George Mann |
| 2020  | Poe Dameron : Chute libre                                        | Alex Segura |
| 2020  | The Clone Wars: Stories of Light and Dark                        | Rebecca Roanhorse, Zoraida Córdova (en), Jason Fry, Yoon Ha Lee, Anne Ursu (en), Lou Anders (en), Tom Angleberger (en), Preeti Chhibber (en), E. Anne Convery, Sarah Beth Durst (en) et Greg van Eekhout (en) |
| 2020  | Thrawn - L'Ascendance 1 : Chaos croissant                        | Timothy Zahn |
| 2021  | La Lumière des Jedi 1 : La Lumière des Jedi                      | Charles Soule |
| 2021  | Une épreuve de courage                                           | Justina Ireland |
| 2021  | En pleines ténèbres 1 : En pleines ténèbres                      | Claudia Gray |
| 2021  | The Mandalorian 1, 2 et 3: L'Enfant / La Traque / L'Affrontement | Joe Schreiber |
| 2021  | L'Escadron Alphabet 3 : Le Prix de la victoire                   | Alexander Freed |
| 2021  | Thrawn - L'Ascendance 2 : Bien commun                            | Timothy Zahn |
| 2021  | La Lumière des Jedi 2 : L'orage gronde                           | Cavan Scott |
| 2021  | La Tour des Trompe-la-mort                                       | Daniel José Older |
| 2021  | En pleines ténèbres 2 : Hors de l'ombre                          | Justina Ireland |
| 2021  | Thrawn - L'Ascendance 3 : Moindre Mal                            | Timothy Zahn |
| 2022  | La Lumière des Jedi 3 : La Chute de l'étoile                     | Claudia Gray |
| 2022  | The Mandalorian 4, 5 et 6 : La Quête / La Jedi / Le Captif       | Joe Schreiber |
| 2022  | En pleines ténèbres 3 : Horizon funèbre                          | Daniel José Older |
| 2022  | Mission catastrophe                                              | Justina Ireland |
| 2022  | L'Espoir de la reine                                             | E. K. Johnston |
| 2022  | Comme des frères                                                 | Mike Chen |
| 2022  | L'Ombre des Sith                                                 | Adam Christopher |
| 2022  | Padawan                                                          | Kiersten White |
| 2022  | La Princesse et le Vaurien                                       | Beth Revis |
| 2022  | La Voie de la duperie 1 : La Voie de la duperie                  | Tessa Gratton et Justina Ireland |
| 2022  | La Quête de la cité perdue                                       | George Mann |
| 2022  | Convergence 1 : Convergence                                      | Zoraida Córdova |
| 2023  | Jedi: Battle Scars                                               | Sam Maggs |
| 2023  | Hunters: Battle for the Arena                                    | Mark Oshiro |
| 2023  | Convergence 2 : Cataclysme                                       | Lydia Kang |
| 2023  | Le Livre de Boba Fett                                            | Joe Schreiber |
| 2023  | The Bad Batch                                                    | Sandy Julien |
| 2023  | La Quête de la planète X                                         | Tessa Gratton |
| 2023  | La Voie de la duperie 2 : La Voie de la vengeance                | Cavan Scott |
| 2023  | La Bataille de Jedha                                             | George Mann |
| 2023  | Inquisitorius : L'Éveil de la lame rouge                         | Delilah S. Dawson |
| 2023  | L'Œil des ténèbres 1 : L'Œil des ténèbres                        | George Mann |
| 2024  | Sauvetage sur Valo                                               | Daniel José Older et Alyssa Wong |
| 2024  | Braver la tempête 1 : Braver la tempête                          | Tessa Gratton et Justina Ireland |
| 2024  | La Force vivante                                                 | John Jackson Miller |
| 2024  | L'Œil des ténèbres 2 : La Tentation de la Force                  | Tessa Gratton |
| 2024  | Beware the Nameless                                              | Zoraida Córdova |
| 2024  | Braver la tempête 2 : Les Larmes des Sans-noms                   | George Mann |
| 2024  | Mace Windu: The Glass Abyss                                      | Steven Barnes |
| 2025  | Le Masque de la peur                                             | Alexander Freed |
| 2025  | The Acolyte : Cheminante                                         | Justina Ireland |

### Bande dessinées
| - Série Star Wars (2015-) : - Tome 1 : Skywalker passe à l'Attaque - Tome 2 : Epreuve de Force sur Nar Shaddaa - Tome 3 : Prison Rebelle - Tome 4 : Le Dernier Vol du Harbinger - Tome 5 : La Guerre secrète de Yoda - Tome 6 : Des Rebelles Naufragés - Tome 7 : Les Cendres de Jedha - Tome 8 : Mutinerie sur Mon Cala - Tome 9 : La Mort de l’espoir - Tome 10 : La fuite - Tome 12 : Rebelles et renégats - Série Dark Vador (2015-2016) : - Tome 1 : Vador - Tome 2 : Ombres et Mensonges - Tome 3 : La Guerre Shu-torun - Tome 4 : En Bout de Course - Série Kanan (2015-2016) : - Tome 1 : Le Dernier Padawan - Tome 2 : Premier Sang - Série Poe dameron (2016-2018) : - Tome 1 : L'Escadron Black (contient le One-shot C-3PO) - Tome 2 : Sous les Verrous - Tome 3 : La Tempête approche - Tome 4 : Disparition d'une légende - Tome 5 : Légende Retrouvée - Série Aphra (2016-) : - Tome 1 : Aphra - Tome 2 : L'Enorme Magot - Tome 3 : Hiérarchisation - Tome 4 : Un plan catastrophique - Série Dark Vador : Le Seigneur Noir des Sith (2017-2019) : - Tome 1 : L'Élu - Tome 2 : Les Ténèbres étouffent la lumière - Tome 3 : Mers de feu - Tome 4 : La forteresse de Vador | - Star Wars, épisode IV : Un nouvel espoir (1997) - Star Wars, épisode V : L'Empire Contre-Attaque (1997) - Star Wars, épisode VI : Le Retour du Jedi (1997) - Star Wars, épisode I : La Menace Fantôme (1999) - Star Wars, épisode II : L'Attaque des Clones (2002) - Star Wars, épisode III : La Revanche des Sith (2005) - Dark Maul : Le Fils de Dathomir (2014) - Princesse Leia : L'Héritage d'Alderaan (2015) - Lando : Le Casse du Siècle (2015) - Chewbacca : Les Mines d'Andelm (2015) - Star Wars : Les Ruines de l'Empire (2015) - Star Wars : Vador Abattu (2015-2016) (crossover entre les séries Star Wars et Dark Vador) - Obi-Wan & Anakin : Réceptifs et Hermétiques (2016) - Han Solo : La Course du Vide du Dragon (2016) - Star Wars, épisode VII : Le Réveil de la Force (2016) - Dark Maul : Soif de sang (2017) - Rogue One: A Star Wars Story (2017) - Star Wars : La Citadelle Hurlante (2017) (crossover entre les séries Star Wars et Aphra) - Capitaine Phasma : La Survivante (2017) - Mace Windu : Jedi de la République (2017) - Thrawn : Le Protégé de l'Empereur (2018) - Lando : Quitte ou double (2018) - Star Wars, épisode VIII : Les Derniers Jedi (2018) - Solo: A Star Wars story (2018-2019) - Han Solo : Cadet Impérial (2018-2019) - L'Ère de la République : Les héros (2018-2019) - L'Ère de la République : Les vilains(2019) - L'Ère de la Rebellion : Les héros (2019) - L'Ère de la Rebellion : Les vilains (2019) - L'Ère de la Résistance : Les héros (2019) - L'Ère de la Résistance : Les vilains (2019) - Star Wars : Allégeance (2019) - Star Wars : TIE Fighter (2019) - Jedi Fallen Order : The Dark Temple (2019) - Star Wars : Galaxy's Edge (2019) |

### Jeux vidéo
| Année | Genre           | Titre                        | Notes |
| ----- | --------------- | ---------------------------- | --- |
| 2017  | Action-aventure | Star Wars Battlefront II     | La campagne suit l'histoire de Iden Versio, stormtrooper d'élite membre de l'escadron Inferno. L'action se déroule juste après l'explosion de la seconde Étoile de la mort survenue dans l'épisode VI.                                                           |
| 2019  | Action-aventure | Star Wars Jedi: Fallen Order | Ce jeu suit les aventures de l'apprenti Jedi Cal Kestis qui a survécu à la grande purge Jedi. L'action se déroule 5 ans après l'épisode III. |
| 2020  | Combat spatial  | Star Wars: Squadrons         | Ce jeu propose un mode multijoueur, ainsi qu'une campagne solo alternant entre les points de vue de deux pilotes de la Nouvelle République et de l'Empire galactique. L'action se déroule après l'épisode VI, entre la bataille d'Endor et la bataille de Jakku. |
| 2023  | Action-aventure | Star Wars Jedi: Survivor     | Ce jeu suit a nouveau le Jedi Cal Kestis, 5 ans après les évènements du premier jeu. |
| 2024  | Action-aventure | Star Wars Outlaws            | Le jeu suit l'histoire de Kay Vess, une jeune criminelle ayant grandi sur Cantonica qui rassemble un groupe pour effectuer un casse. L'action se situe entre les épisodes V et VI.                                                                               |